# 梅迪奧聖胡安
梅迪奧聖胡安是哥倫比亞的城鎮，位於該國西部，由喬科省負責管轄，距離首府基布多75公里，始建於2000年7月20日，面積620平方公里，海拔高度96米，2005年人口10,247。
5°06′00″N 76°41′00″W / 5.1°N 76.6833°W